# Саксен-Майнінгенське герцогство
Саксен-Майнінгенське герцогство (нім. Herzogtum Sachsen-Meiningen), або просто Саксен-Майнінген (нім. Sachsen-Meiningen), пізніше Саксен-Майнінген-Гільдбурггаузен (нім. Sachsen-Meiningen-Hildburghausen) — одне з ернестинських герцогств, що існували на території сучасної Тюрингії в 1680—1918 роках і керувалося Веттінською династією. Столицею герцогства було місто Майнінген.

## Історія
Герцогство Саксен-Майнінгенське виникло у 1681 році внаслідок поділу володінь герцога Саксен-Готи Ернста Благочестивого між його сімома синами. Родоначальником нового роду став Бернгард I.
Склад герцогства згодом неодноразово змінювався, наприклад, внаслідок невдалої для Саксен-Майнінгена війни з Готою (так звана Вазунгенська війна 1741—1748 років).
За герцога Георга (пом. 1803) країна зробила особливо значні успіхи; з'явилося багато фабрик, розвинулося землеробство (особливо тютюноводство). При Бернгарді II (1803—1866), що до 1821 року був під опікою матері, Саксен-Майнінген вступив у 1807 році в Рейнський союз; його військо (800 осіб) билося в Іспанії та Росії. У 1823 році герцог дарував своїй державі станову конституцію.

## Розростання територій
Коли згасла Саксен-Гота-Альтенбурзька лінія Ернестінського дому, Саксен-Майнінген за договором про поділ 1826 року отримав більшу частину герцогства Саксен-Гільдбурггаузен, князівство Заальфельд і деякі інші володіння, всього близько 1400 км² з населенням 71 000 осіб. Значне збільшення території викликало необхідність змінити всю систему управління, і в 1829 році герцог погодився на нову конституцію, за якою він ділив законодавчу владу з земськими чинами; виконавча влада належала герцогу разом із земською директорією (нім. Landschaftliches Directorium), з 3 членів, які обирались земськими чинами. У 1834 році Саксен-Майнінген приєднався до Німецького митного союзу.
Предмет постійної суперечки між герцогом та ландтагом становили домени; з їхніх доходів за законом 1831 року 200 тис. гульденів йшли герцогу, а інше до державної каси. У 1846 році герцог добився від ландтагу поступки йому, на деяких умовах, права самостійного управління доменами та користування всіма доходами з них. Це викликало крайнє невдоволення в народі, і в 1848 році герцог поспішив відновити закон 1831 року. Остаточне врегулювання питання доменів відбулось лише 1871 року: контроль над управлінням доменами було надано ландтагу, з доходів же із них 230 тис. гульденів становлять ренту герцога, решта ділиться порівну між герцогом і державою. У 1848 році герцог погодився на демократичну реформу виборчого права, але, упокоривши хвилювання за допомогою саксонських військ, він спершу дав відставку ліберальному міністерству і розпустив ландтаг, а потім (1853) скасував виборчий закон 1848 року.
З 1859 року герцог у своїй іноземній політиці явно схилявся на бік Австрії і в 1866 році підтримував її настільки енергійно, що пруські війська зайняли Саксен-Майнінген. Тоді герцог зрікся корони на користь сина, Георга II, який поспішив укласти мир із Пруссією і приєднати Саксен-Майнінген до Північнонімецького союзу. Наступного року було укладено військову конвенцію з Пруссією. 1873 року було проведено ліберальний виборчий закон. У 1893 році ландтаг домігся права вотування бюджету на рік (замість трьох років).
Монархія припинила своє існування у 1918 році. Саксен-Майнінген ненадовго став вільною державою у складі Веймарської республіки, а ще через два роки був об'єднаний разом з іншими дрібними державами й остаточно включений до складу Тюрингії.

## Адміністративний поділ
Територія Саксен-Майнінгена ділилася на райони (landkreis):
- Гільдбурггаузен
- Майнінген
- Заафельд
- Зоннеберг

## Правителі
- Бернхард I (1680—1706)
- Ернст Людвіг I (1706—1724)
- Ернст Людвіг II (1724—1729)
- Карл Фрідріх (1729—1743)
- Фрідріх Вільгельм (1743—1746)
- Антон Ульріх (1746—1763)
- Карл (1763—1782)
- Георг I (1782—1803)
- Бернгард II (1803—1866)
- Георг II (1866—1914)
- Бернгард III (1914—1918)